# Brachycentrus chelatus
Brachycentrus chelatus is een schietmot uit de familie Brachycentridae. De soort komt voor in het Nearctisch gebied.